# Gheorghe Niculescu
Gheorghe Niculescu (Ploiești, 2 februari 1894 - Țiganca, 9 juli 1941) was een Roemeens bevelhebber.
Niculescu was bevelhebber over het 12de Dorobanti-regiment, en de eerste kolonel die in de strijd aan het Oostfront bij Țiganca (een gemeente in het zuidwesten van Moldavië) om het leven kwam. Hij werd postuum tot brigadegeneraal bevorderd.